# Nicholas Hornyansky
Miklós Hornyánszky, également connu sous le nom de Nicholas Hornyansky, né le 11 août 1896 à Budapest et mort le 25 mai 1965 à Toronto, est un peintre et graveur hongrois. 

## Biographie
Né à Budapest, Miklós Hornyánszky travaille à douze ans dans l’imprimerie de son père. Il étudie à l'Académie des Beaux-Arts et expose à seize ans au Grand Salon de Budapest. Il poursuit ensuite ses études artistiques à Vienne, Munich, Anvers et Paris. Vers 1919, il fait ses débuts d’artiste confirmé (comme peintre paysagiste, portraitiste et graveur) en Belgique où il séjourne 9 ans, collaborant notamment avec le peintre Hans Hens.
Il se marie en 1927 avec Joyce Feldtmann (Joyce Sands), une violoncelliste renommée dont il aura deux enfants, Michael Hornyansky et Barbara.
En 1929, la famille émigre à Toronto. En dépit de la grande dépression qui y sévit, le couple rencontre rapidement le succès. Hornyansky voyage partout au Canada, réalisant de nombreux dessins au crayon et à l’encre qu’il grave et transforme en aquatintes vendues ensuite comme estampes mais aussi comme cartes de vœux. Il est surtout connu pour ses aquatintes de bâtiments et paysages d’Ontario, du Québec et des Maritimes mais utilise également l’aquarelle, l’encre ou la gouache.
Entre 1931 et 1942, Hornyansky participe à tous les salons du printemps de l’Art Association of Montreal — qui deviendra en 1949 le Musée des beaux-arts de Montréal. Il expose aussi régulièrement dans des galeries d’art de Toronto et de quelques villes importantes en Amérique (dont à New York en 1939 et à Buenos Aires en 1953) ainsi qu’en Europe. Très connu aux États-Unis, sa gravure, Closing time sera la première gravure canadienne à intégrer la collection permanente d'estampes de la bibliothèque du Congrès. Membre de plusieurs associations professionnelles américaines et canadiennes dont l'Académie royale des arts du Canada, la Société ontarienne des artistes, et la Société des peintres-graveurs canadiens (1933 à 1963), il se spécialise en gravure, un art pour lequel il développe de nouvelles techniques[Lesquelles ?] et qu’il enseigne à l’Ontario College of Art de 1945 à 1958.
Il reçoit de nombreux prix[Lesquels ?] et utilise sa notoriété grandissante pour défendre l’importance des arts au Canada. Dans un mémo pour l’Artists Economic Assembly (AEA), il décrit sa conception de l’art comme partie intégrante du tissu social de l’Après-guerre, écrivant : « Nous pensons que le Canada a évolué de l’état de Dominion dépendant à celui d’un pouvoir politique de deuxième ordre. Sa civilisation progresse rapidement à un niveau correspondant à son nouveau standing mais son niveau culturel laisse beaucoup à désirer […en tant qu’artistes], nous voulons devenir une richesse et un atout pour notre pays[réf. nécessaire]. » Il s’implique également auprès de la communauté hongroise de Toronto.
Il meurt le 25 mai 1965. Depuis sa mort, de nombreuses expositions rétrospectives lui ont rendu hommage[réf. souhaitée]. 

## Conservation
Au Canada, ses œuvres, maintenant dans le domaine public[réf. nécessaire], sont notamment conservées au Naval Marine Archive, au Musée royal de l'Ontario,  au Museum London, au Tom Thomson Art Gallery, à la Burnaby Art Gallery (en) et au Musée des beaux-arts du Canada. À Montréal, la BAnQ possède deux de ses estampes en aquatinte (Le Marché Bonsecours et une Vue du Mont-Royal) et un fonds de correspondances avec Frederick B. Taylor. 